# Сушко, Ирина Викторовна
Ирина Викторовна Сушко (род. 12 августа 1991) — российская спортсменка, бронзовый призёр чемпионатов России по вольной борьбе, кандидат в мастера спорта России.

## Спортивные результаты
- Чемпионат России по женской борьбе 2009 года — ;
- Чемпионат России по женской борьбе 2010 года — ;